# Мере Хюсейн-паша
Мере́ Хюсе́йн-паша́ (тур. Mere Hüseyin Paşa; ум. 1624, Стамбул) — османский государственный деятель, два раза занимал должность великого визиря в правление султана Мустафы I.

## Биография
Мере Хюсейн-паша по происхождению был албанцем и получил образование в Эндеруне. Он служил под командованием Сатырджи Мехмед-паши во время венгерского похода до 1599 года. В последующие годы он служил при нескольких великих визирях на разных должностях, в том числе и был дворцовым надзирателем.
В 1620 году, во время правления султана Османа II, был назначен бейлербеем Египта. В Египте он занимался обеспечением провинции продовольствием и контролем ценами на него, а также боролся с продолжавшейся эпидемией чумы. Несмотря на это, в январе 1622 года он был уволен, поскольку его обвиняли в огромных тратах.
В правление султана Мустафы I, 13 июня 1622 года, он был назначен на должность великого визиря. Став великим визирем, он раздавал крупные суммы денег янычарам и сипахам, но траты денег вызвали недовольство его сторонников и 8 июля 1622 года он был уволен с этой должности. 5 февраля 1623 года по требованию янычар и сипахов, которых он подкупил, был назначен великим визирем во второй раз.
Летом 1623 года, улемы, недовольные его действиями, собрались в мечети Завоевателя. На своём совещании они решили, что Мере Хюсейн-паша должен быть смещён со своей должности. По приказу султана, Мере Хюсейн-паша во главе отряда янычар и сипахов отправился к мечети Завоевателя, где проходило заседание улемов. К тому времени, улемы покинули мечеть и там оставались простые люди, совершавшие вечерний намаз. В результате произошедшей резни было убито 19 человек, среди которых были три сеида и 9 студентов. На следующий день, их трупы были сброшены в колодец, а 30 августа янычары и сипахи добились смещения Мере Хюсейна-паши с должности великого визиря.
В июле 1624 года, во время правления султана Мурада IV, он был казнён; был похоронен на кладбище Караджаахмет.